# Sezen Aksu
Sezen Aksu, właśc. Fatma Sezen Yıldırım (ur. 13 lipca 1954 w Denizli) – turecka piosenkarka pop, autorka tekstów, a także producentka, znana w swym rodzinnym kraju, jak i za granicą. Sprzedała ponad 40 milionów egzemplarzy swych albumów. Nazywana jest królową tureckiego popu i Minik Serçe („Wróbelek”).

## Filmografia
- 1982: Sezen Aksu Aile Gazinosu (Musical rodziny Sezen Aksu)
- 1986: Bin Yıl Önce Bin Yıl Sonra (1000 lat wcześniej, 1000 lat później)

## Dyskografia

### Albumy
(Na podstawie strony discogs.com.)
- 1977: Allahaısmarladık
- 1978: Serçe
- 1980: Sevgilerimle
- 1981: Ağlamak Güzeldir
- 1982: Firuze
- 1984: Sen Ağlama
- 1986: Git
- 1988: Sezen Aksu'88
- 1989: Sezen Aksu Söylüyor
- 1991: Gülümse
- 1993: Deli Kızın Türküsü
- 1994: Işık Doğudan Yükselir
- 1995: Düş Bahçeleri
- 1996: Düğün ve Cenaze
- 1998: Adı Bende Saklı
- 2000: Deliveren
- 2002: Şarkı Söylemek Lazım
- 2003: Yaz Bitmeden
- 2005: Bahane
- 2005: Bahane/Remixes
- 2005: Kardelen
- 2008: Deniz Yıldızı
- 2009: Yürüyorum Düş Bahçeleri'nde...
- 2011: Öptüm
- 2017: Biraz Pop Biraz Sezen
- 2018: Demo